# وزارت
وزارت به عنوان یک نهاد سازمانی، ساختاری اساسی در قوه مجریه اکثر کشورها به شمار می‌رود. این نهادها معمولاً مسئولیت حوزه‌ای خاص از اداره کشور، مانند آموزش، بهداشت، امور خارجه یا راه و ترابری را بر عهده می‌گیرند. هدف از تشکیل وزارتخانه‌ها، تمرکز تخصص و نیز برنامه‌ریزی و اجرای سیاست‌های کلان در زمینه‌ای مشخص تحت نظر بالاترین مقام اجرایی کشور است. ساختار داخلی وزارتخانه‌ها معمولاً از بخش‌ها، ادارات کل و معاونت‌های تخصصی تشکیل می‌شود تا امکان پیگیری امور محوله در سطح ملی فراهم آید. وزیر به عنوان رئیس یک وزارت، مسئولیت مدیریت آن نهاد و پاسخگویی در قبال عملکرد آن را بر عهده دارد. عملکرد این نهادها تابع قوانین و مقرراتی است که توسط مراجع ذی‌صلاح وضع می‌شوند.

## ریشه‌شناسی
وزارت گونه عربی‌شده واژه فارسی «وزیری» است. واژه وزیر در زبان پارسی میانه به‌صورت «وَچیر» خوانده می‌شد و به معنی رایزن شاه دربارهٔ موضوعی ویژه یا چندین موضوع گوناگون بود.